# Sun Bowl 2023
Match précédent Match suivant
Le Sun Bowl 2023 est un match de football américain de niveau universitaire joué après la saison régulière de 2023, le 29 décembre 2023 au Sun Bowl situé à El Paso dans l'État du Texas aux États-Unis.
Il s'agit de la 89e édition du Sun Bowl qui met en présence l'équipe des Beavers d'Oregon State issue de la Pacific-12 Conference et l'équipe indépendante du Fighting Irish de Notre Dame.
Il débute vers midi locales (18 heures en France) et est retransmis à la télévision par CBS.
Sponsorisé par la société Kellogg's Frosted Flakes, le match est officiellement dénommé le Tony the Tiger Sun Bowl en référence à la mascotte Tony the Tiger (en) de cette société.
Notre Dame remporte le match sur le score de 40 à 8.

## Présentation du match
Il s'agit de la 3e rencontre entre les deux équipes :
| Saison | Date             | Vainqueur    | Score | Compétition  |
| ------ | ---------------- | ------------ | ----- | ------------ |
| 2004   | 28 décembre 2004 | Oregon State | 38-21 | Insight Bowl |
| 2000   | 1er janvier 2001 | Oregon State | 49-09 | Fiesta Bowl  |

| Équipes                                                     | Couleurs | Conférences  | Entraîneurs                     | Stats. saison rég. | Classements avant le bowl | Classements avant le bowl | Classements avant le bowl |
| ----------------------------------------------------------- | -------- | ------------ | ------------------------------- | ------------------ | ------------------------- | ------------------------- | ------------------------- |
| Équipes                                                     | Couleurs | Conférences  | Entraîneurs                     | Stats. saison rég. | CFP                       | AP                        | Coaches                   |
| Oregon State                                                |          | Pac-12       | Kefense Hynson (en) (intérim)   | 8-4                | no 19                     | no 21                     | no 22                     |
| Notre Dame                                                  |          | Indépendants | Marcus Freeman (en) (2e saison) | 9-3                | no 16                     | no 15                     | no 16                     |
| - Arbitre : - Équipe donnée favorite par les bookmakers : ? |          |              |                                 |                    |                           |                           |                           |

### Oregon State
Avec un bilan global en saison régulière de 8 victoires et 4 défaites (5-4 en matchs de conférence), Oregon est éligible et accepte l'invitation pour participer au Sun Bowl 2023. Ils terminent 4e de la Pacific-12 Conference derrière  #2 Washington, #8 Oregon et  #14 Arizona. Les quatre défaites ont eu lieu à domicile contre #5 Washington et en déplacement contre #21 Washington State, Arizona et #6 Oregon (ranking au moment du match).
À l'issue de la saison 2023 (bowl non compris), ils sont terminent no 19 au classement CFP, no 21 au classement AP et no 22 au classement Coaches. Leur meilleur classement AP (#11) a été enregistré en 8e et 11e semaines.
Les joueurs titulaires en saison régulière suivants ont décidé de ne pas jouer le match (Opt-outs) : le QB DJ Uiagalelei, le TE Jake Overman, le QB Aidan Chiles, le CB Jermod McCory, le LB Easton Mascarenas-Arnold et le S Akili Arnold.
Il s'agit de leur 3e participation au Sun Bowl  et le 18e bowl de leur histoire :
| Saisons | Dates            | Vainqueurs   | Scores  | Finalistes | Bilan   |
| ------- | ---------------- | ------------ | ------- | ---------- | ------- |
| 2006    | 29 décembre 2006 | Oregon State | 39 - 38 | Missouri   | V : 1-0 |
| 2008    | 31 décembre 2008 | Oregon State | 03 - 0  | Pittsburgh | V : 2-0 |

| Logo     | Postes                  | Joueurs                                           | Statistiques                                                        |
| -------- | ----------------------- | ------------------------------------------------- | ------------------------------------------------------------------- |
|          | Quarterback             | D.J. Uiagalelei                                   | 180/315 passes réussies pour 2 638 yards, 21 TDs et 7 interceptions |
| Coureur  | Damien Martinez         | 194 courses pour 1 185 yards nets gagnés et 9 TDs |                                                                     |
| Receveur | Silas Bolden            | 51 réceptions pour 718 yards et 5 TDs             |                                                                     |
| Effectif | Roster 2023 des Beavers | Roster 2023 des Beavers                           |                                                                     |

### Notre Dame
Avec un bilan global en saison régulière de 9 victoires et 3 défaites, Notre Dame termine meilleure équipe indépendante. Éligible, l'université accepte l'invitation de participer au Sun Bowl de 2023. Les trois défaites ont lieu à domicile contre #6 Ohio State, et en déplacement contre #16 Louisville et Clemson (ranking au moment du match).
À l'issue de la saison 2023 (bowl non compris), ils sont désignés no 16 aux classements CFP et Coaches et  no 15 au classement AP. Leur meilleur classement AP (#9) a été obtenu en 4e et en 5e semaine.
Les joueurs titulaires en saison régulière suivants ont décidé de ne pas jouer le match (Opt-outs) : le QB Sam Hartman, le LB Marist Liufau, l'OT Joe Alt, le RB Audric Estimé, le S Thomas Harper et le RT Blake Fisher.
Il s'agit de leur 2e participation au Sun Bowl et le 42e bowl de leur histoire :
| Saisons | Dates            | Vainqueurs | Scores  | Finalistes | Bilan   |
| ------- | ---------------- | ---------- | ------- | ---------- | ------- |
| 2010    | 31 décembre 2010 | Notre Dame | 33 - 17 | Miami (FL) | V : 1-0 |

| Logo     | Postes                        | Joueurs                                            | Statistiques                                                        |
| -------- | ----------------------------- | -------------------------------------------------- | ------------------------------------------------------------------- |
|          | Quarterback                   | Sam Hartman                                        | 191/301 passes réussies pour 2 689 yards, 24 TDs et 8 interceptions |
| Coureur  | Audric Estimé                 | 210 courses pour 1 341 yards nets gagnés et 18 TDs |                                                                     |
| Receveur | Chris Tyree                   | 26 réceptions pour 484 yards et 2 TDs              |                                                                     |
| Effectif | Roster 2023 du Fighting Irish | Roster 2023 du Fighting Irish                      |                                                                     |